# Niebo ze stali. Opowieści z meekhańskiego pogranicza

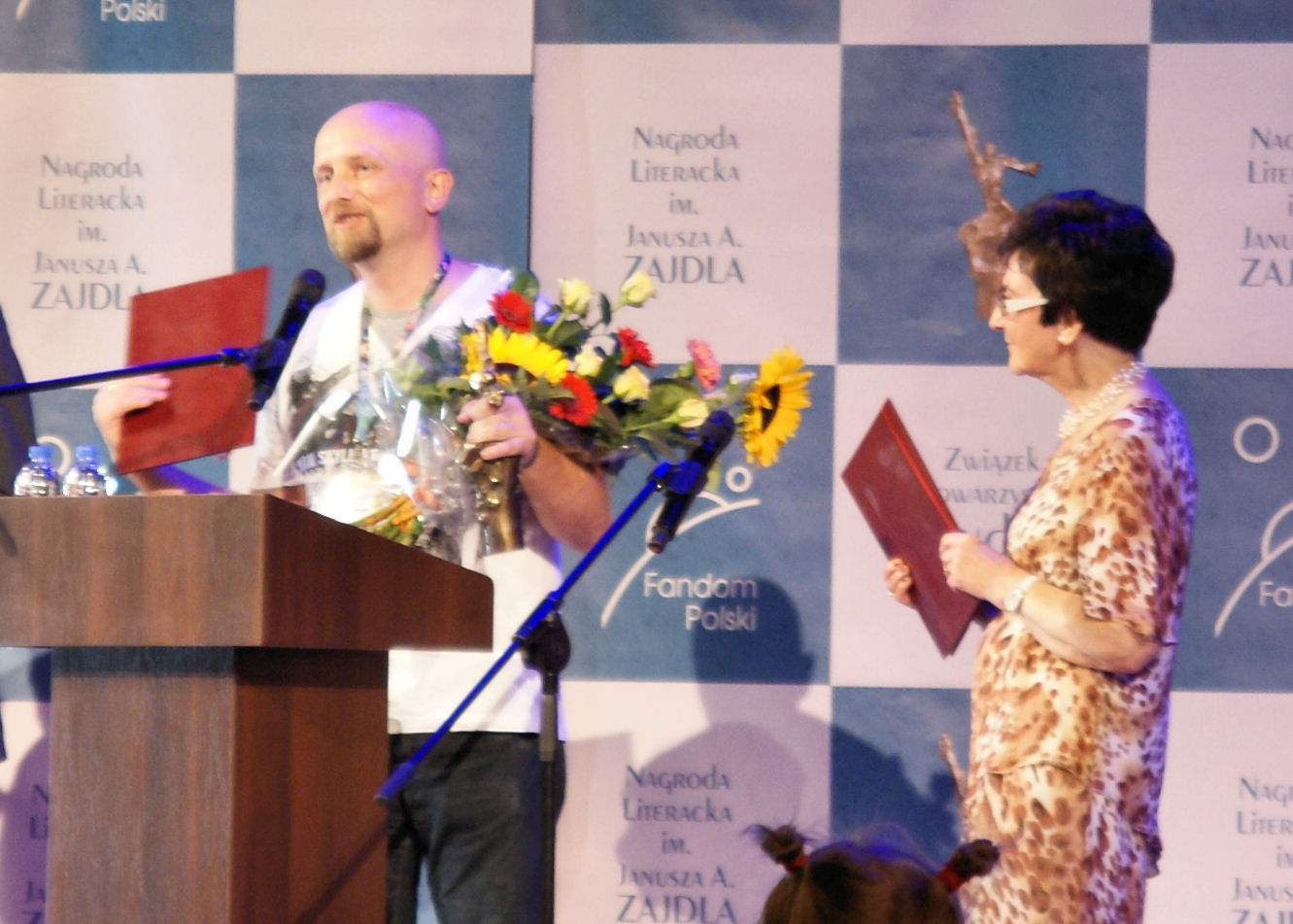
Robert M. Wegner odbiera Nagrodę Zajdla na Polconie 2013 w Warszawie. Po prawej: Jadwiga Zajdel

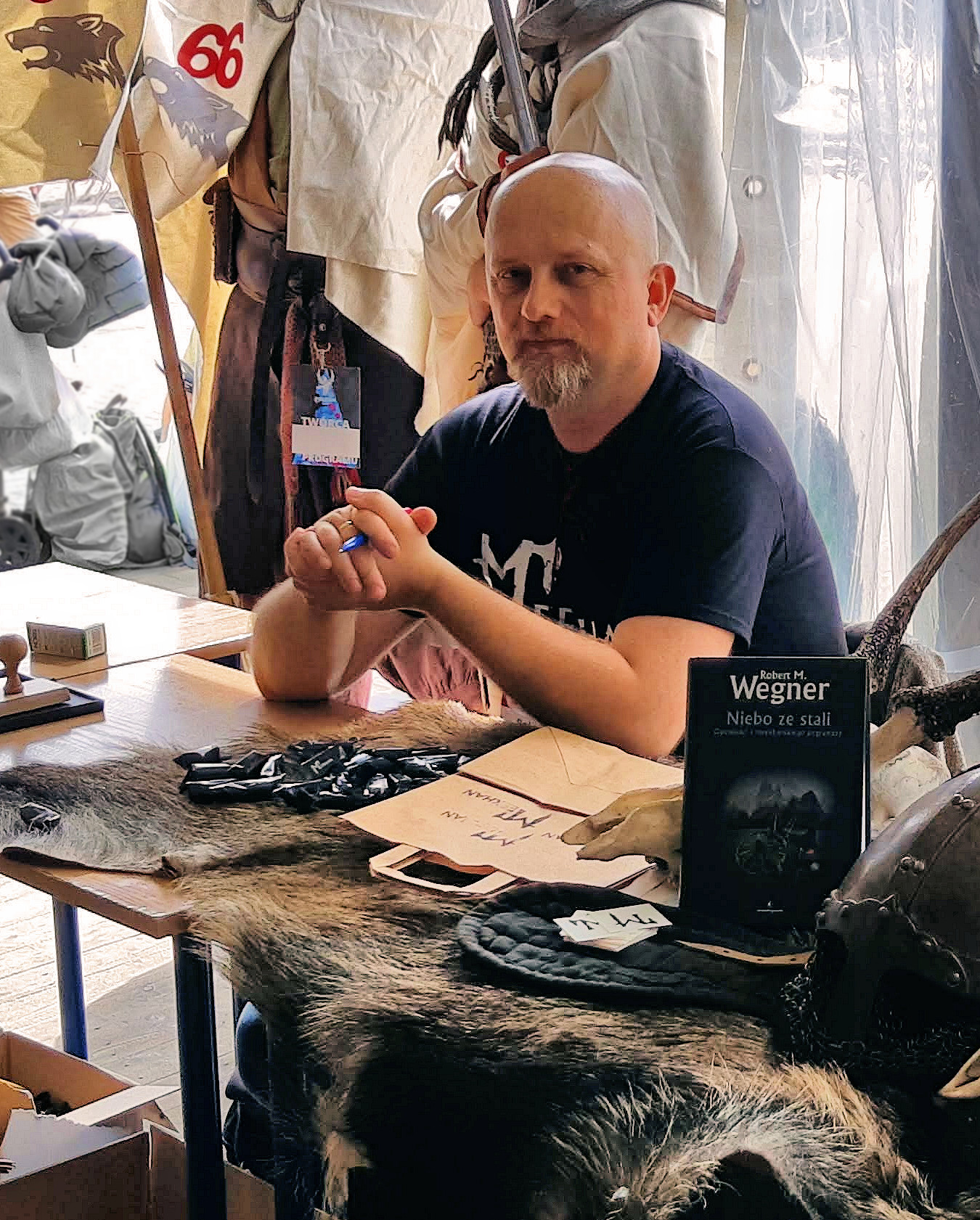
Autor z egzemplarzem powieści (Polcon 2018 w Toruniu)

Niebo ze stali. Opowieści z meekhańskiego pogranicza – trzeci tom epickiej serii fantasy Opowieści z meekhańskiego pogranicza polskiego pisarza Roberta M. Wegnera. Książka ta, w przeciwieństwie do dwóch pierwszych jest powieścią (a nie zbiorem opowiadań).
Powieść ukazała się drukiem w marcu 2012 wydana nakładem wydawnictwa Powergraph.
Głównymi bohaterami są: członkinie czaardanu Laskolnyka – Kailean-ann-Alewan i Daghena oraz żołnierze Szóstej Kompanii Górskiej Straży, w tym porucznik Kenneth-lyw-Darawyt.

## Spis treści książki
- Część 1. Smak żelaza (9 rozdziałów)
- Część 2. Smak krwi (12 rozdziałów)

## Nagrody
Niebo ze stali zostało uhonorowane Sfinksem dla najlepszej polskiej powieści 2012 roku. W 2013 Robert M. Wegner otrzymał Nagrodę im. Janusza A. Zajdla dla najlepszej powieści oraz Srebrne Wyróżnienie, przyznane przez Jury Nagrody Literackiej im. Jerzego Żuławskiego.

## Tłumaczenia
Niebo ze stali zostało przetłumaczone na język rosyjski.

## Fragmenty
- Fragment ze strony wydawnictwa
- Fragment #1
- Fragment #2